# Операция «Феликс»
Операция «Феликс» (нем. Unternehmen Felix) — кодовое название операции нацистской Германии по захвату британской военно-морской базы Гибралтар. Была разработана немецким Генштабом в 1940 году. По замыслу немецкого генералитета по Гибралтару должен был быть нанесён удар с моря и воздуха, после чего планировалось высадить десант.
Захватив Гибралтар, немецкий флот перекрыл бы выход кораблей Антигитлеровской коалиции в Средиземное море, превратив прилегающие к нему территории в недосягаемые для флота стран антигитлеровской коалиции.
Для полного успеха этой операции Адольф Гитлер планировал атаковать Гибралтар с сухопутной стороны. Для этого требовалось провести подразделения вермахта через территорию нейтральной Испании. Диктатор Испании Франциско Франко взамен на передвижения немецких войск по своей территории запросил у Гитлера осуществить поставки жизненно важных ресурсов, а также гарантию того, что после окончания войны Испании достанется ряд африканских колоний. Германия не могла позволить себе этого, и операция была отложена на период после разгрома Советского Союза («Директива № 32»).